# Liste der Flughäfen in Armenien
Die Liste der Flughäfen in Armenien zeigt die zivilen Flughäfen und andere Flugplätze des Staates Armenien, geordnet nach Orten.
| Ort          | ICAO-Code | IATA-Code | Name des Flughafens  | Passagiere (2023) |
| ------------ | --------- | --------- | -------------------- | ----------------- |
| Bardsraschen |           |           | Flugplatz Sky Club   |                   |
| Berd         |           |           | Flughafen Berd       |                   |
| Gjumri       | UDSG      | LWN       | Flughafen Gjumri     | 94.768            |
| Goris        |           |           | Flughafen Goris      |                   |
| Jerewan      | UDYE      |           | Flughafen Erebuni    |                   |
| Jerewan      | UDYZ      | EVN       | Flughafen Jerewan    | 5.330.308         |
| Kapan        | UDCK      | YUK       | Flughafen Sjuniki    |                   |
| Nor Hatschn  |           |           | Flughafen Arsni      |                   |
| Sardarapat   |           |           | Flugplatz Sardarapat |                   |
| Sissian      |           |           | Flugplatz Sissian    |                   |
| Stepanawan   | UDLS      |           | Flughafen Stepanawan |                   |